# Ole Anthony
Pour les articles homonymes, voir Anthony.
Ole Edward Anthony (3 octobre 1938 - 16 avril 2021) est un ministre du culte américain, enquêteur sur des affaires à caractère religieuses et satiriste. Il fonde la Trinity Foundation en 1972 et enquête sur les activités financières et les détournements présumés des télévangélistes. Il est également le rédacteur en chef de The Wittenburg Door (en), un magazine de satire chrétienne, de 1971 à 2008.

## Biographie
Anthony est né le 3 octobre 1938 à Saint Peter (Minnesota). Il est élevé dans la foi luthérienne,.
De 1956 à 1959, il sert dans l'US Air Force comme « technicien de maintenance d'armes spéciales ». Il dispose d'une autorisation ultra-secrète, et reçoit la médaille de bonne conduite et deux récompenses « d'unité exceptionnelle ».

## Trinity Foundation
En 1972, Ole Anthony fonde la Trinity Foundation (en), à Dallas (Texas), un organisme de surveillance des fraudes et abus commis par des groupes religieux.
Le travail d'enquête d'Anthony sur les stratégies de collecte de fonds des télévangélistes à gros revenus attire l'attention pour la première fois en 1991 à la suite de l'enquête en caméra cachée The Apple of God's Eye de Primetime Live (ABC) sur des télévangélistes.
Anthony se dépeint comme « un ministre d'une petite église de Dallas essayant d'apprendre comment fonctionnent les ministères de gros sous ».
La Trinity Foundation a contribué à fournir des preuves pour les nombreuses enquêtes fédérales et étatiques sur Robert Tilton (en) dans les années qui ont suivi, et il est souvent été interviewé par des journalistes dans le cadre de la préparation d'articles sur d'autres télévangélistes. La fondation mène près 300 enquêtes sur des télévangélistes et leurs organisations, tels Tilton, Benny Hinn, Kenneth Copeland, Joyce Meyer, Paula White, Peter Popoff, WV Grant (en), Edwin Barry Young (en), le Trinity Broadcasting Network ou les églises par correspondance St. Matthew's Churches (en).
En 2005, la commission du Comité des finances du Sénat sur les abus commis par des ministères télévangéliste fait appel à la fondation qui fournit alors 38 rapports distincts sur les abus commis par des organisations religieuses à but non lucratif. Cette première commission sera suivi, en 2007, par une enquête du Sénat américain sur l'exonération fiscale des organisations religieuses (en).
Le 16 avril 2021, le site internet de la Trinity Foundation annonce sa mort des suites d'un cancer du poumon en 2017.